# São Pedro do Avaí
São Pedro do Avaí é um distrito do município brasileiro de Manhuaçu, no interior do estado de Minas Gerais. Segundo o censo demográfico de 2022, realizado pelo Instituto Brasileiro de Geografia e Estatística (IBGE), sua população era de 3 841 habitantes e havia 1 290 domicílios particulares permanentes ocupados. Possui área de 48,26 km² conforme a Fundação João Pinheiro (FJP). Foi criado pela lei estadual nº 336 de 27 de dezembro de 1948.
De acordo com o IBGE, em 2010 a população era de 3 591 habitantes e havia 1 140 domicílios particulares.

## Etimologia
"Avaí" é oriundo do tupi antigo abá'y, que significa "rio dos índios" (abá, "índios" e 'y, "rio").